# Conductivitate electrolitică
Conductivitatea electrolitică este conductivitatea electrică a electroliților. Se poate măsura cu conductivimetru. A fost studiată de Friedrich Kohlrausch, Johann Wilhelm Hittorf și Svante Arrhenius. Într-un electrolit, la aplicarea unui câmp electric ionii mobili realizează transport de sarcini electrice și astfel este generat un curent electric a cărui valoare numerică depinde de următorii factori:
- Valoarea numerică a mărimii câmp electric, deci de tensiunea electrică aplicată
- Numărul de ioni ce se formează
- Valoarea sarcinii electrice transportate, deci și de valența substanței numărul de sarcini electrice elementare pe ion
- Viteza medie (de drift) a ionilor în electrolit
Pe baza acestei mărimi și a numerelor de transport individuale măsurate ale speciilor ionice se pot calcula alte mărimi cum ar fi difuzivitățile individuale ale ionilor prin relația Nernst-Einstein.